# Tmarus maculosus
Tmarus maculosus är en spindelart som beskrevs av Eugen von Keyserling 1880. Tmarus maculosus ingår i släktet Tmarus och familjen krabbspindlar.
Artens utbredningsområde är Colombia. Inga underarter finns listade i Catalogue of Life.